# XStream
XStream – biblioteka programistyczna dla języka programowania Java służąca do zapisywania obiektów w postaci XML oraz przeprowadzania odwrotnej operacji.  XStream wykorzystuje mechanizm refleksji w celu zidentyfikowania pól, które mają być zapisane.
W porównaniu z innymi podejściami do konwersji między obiektami i XML biblioteka XStream jest bardzo prosta - nie wymaga definiowania XML Schema tak jak na przykład XMLBeans czy Java Architecture for XML Binding.
XStream jest biblioteką open source udostępnianą na licencji BSD. Inicjatorem projektu napisania tej biblioteki jest Joe Walnes.